# アニセト・アベル
アニセト・アベル・アンドリアナンテナイナ（Anicet Abel Andrianantenaina 、1990年3月13日 - ）は、マダガスカル・アンタナナリボ出身のプロサッカー選手。マダガスカル代表。PFCベロエ・スタラ・ザゴラ所属。ポジションは、ミッドフィールダー。

## 代表歴
2007年7月、マダガスカル代表初招集。それから8年後のアフリカネイションズカップ2017予選・アンゴラ戦で念願の初キャップ。1ヶ月後の2018 FIFAワールドカップ・アフリカ予選・中央アフリカ戦で初ゴール。

### ゴール
| #  | 開催日         | 会場             | 対戦国             | スコア | 結果 | 試合概要                           |
| -- | -------------- | ---------------- | ------------------ | ------ | ---- | ---------------------------------- |
| 1. | 2015年10月13日 | アンタナナリボ   | 中央アフリカ共和国 | 2–1    | 2–2  | 2018 FIFAワールドカップ予選        |
| 2. | 2019年6月22日  | アレクサンドリア | ギニア             | 1–1    | 2–2  | アフリカネイションズカップ2019     |
| 3. | 2019年11月20日 | ニアメ           | ニジェール         | 3–1    | 6–2  | アフリカネイションズカップ2021予選 |

## タイトル
ルドゴレツ
- ブルガリアプロサッカーリーグ (7): 2014–15, 2015-16, 2016-17, 2017-18, 2018-19, 2019-20, 2020-21
- ブルガリア・スーパーカップ (3): 2014, 2018, 2019